# Гео Чобанов
Гео Чобанов е български оперен певец.

## Биография
Гео Чобанов е роден на 15 юли 1975 г. в гр.Варна.
Завършва Националната музикална академия „Панчо Владигеров“ в класа по оперно пеене на проф. Нико Исаков /2002 – 2006 г./. Дебютира с партията на Мазето /“Дон Жуан“ от Моцарт/ на Международния фестивал „Мартенски музикални дни“ в г. Русе с Оперно-филхармоничното дружество, под диригентството на Велизар Генчев.
От 2007 до 2009 г. е солист на ОФД – Русе, където пресътворява множество партии от оперите на Моцарт /“Дон Жуан“, „Сватбата на Фигаро“/, Бизе /“Кармен“/, Пучини /“Тоска“, „Мадам Бътерфлай“, „Манон Леско“/, Верди /“Дон Карлос“, „Бал с маски“, „Травиата“, „Аида“/, Доницети /“Лучия ди Ламермур“/, Росини /“Севилският бръснар“/.
Певецът има изяви в Оперно-филхармоничните дружества във Варна /2006 г., 2007 г./, Бургас /2006 г./, Пловдив /2010 г./, където дебютира в ролята на Колин от „Бохеми“ от Пучини. На сцената на Софийската опера, Гео Чобанов е от 2010 г., участва в постановката на „Манон Леско“ от Пучини. Певецът гастролира в много страни от Европа. През 2009 г. участва в престижния оперен фестивал в Солотурн, Швейцария – „Open Air festival“, с оперите „Евгений Онегин“ от Чайковски, „Манон Леско“ от Пучини и „Травиата“ от Верди.
Понастоящем е солист на Държавна опера Варна.